# فرودگاه کریستال ریور
فرودگاه کریستال ریور (به انگلیسی: Crystal River Airport) یک فرودگاه همگانی بهره‌برداری هوایی است که یک باند فرود آسفالت دارد و طول باند آن ۱۳۸۸ متر است. این فرودگاه در شهر کریستال ریور، فلوریدا کشور ایالات متحده آمریکا قرار دارد و در ارتفاع ۳ متری از سطح دریا واقع شده‌است.